# Tipula bangerterana
Tipula bangerterana är en tvåvingeart som beskrevs av Alexander 1964. Tipula bangerterana ingår i släktet Tipula och familjen storharkrankar. Inga underarter finns listade i Catalogue of Life.